# De Monden
De Monden is een buurtschap in de Nederlandse gemeenten Ooststellingwerf en Westerveld. Het is gelegen op de grens van de provincies Friesland en Drenthe.
De buurtschap ligt ten oosten van het dorp Elsloo en ten noorden van Zorgvlield. Qua adressering is de buurtschap ook verdeeld tussen deze twee dorpen. De Monden is waarschijnlijk vernoemd naar grote plassen, in de volksmond Monden genoemd. Precies op de grens van de twee provincies is een camping gelegen, die De Twee Provinciën is geheten.
Ansen (deels) · Benderse (deels) · Boschoord · Boterveen · Busselte · Darp · De Monden (deels) · Diever · Dieverbrug · Doldersum · Dwingeloo · Eemster · Eursinge · Frederiksoord · Geeuwenbrug · Het Moer · Het Schier · Havelte · Havelterberg (deels) · Holtien · Holtinge · Holtland · Kalteren · Kraloo (deels) · Leggeloo · Lhee · Lheebroek · Molenstad · Nijensleek · Oldendiever · Oude Willem  (deels) · Uffelte · Veendijk · Veldhuizen · Vledder · Vledderveen · Wapse · Wapserveen · Wateren · Westeinde · Wilhelminaoord · Wittelte · Witteveen (deels) · Zorgvlied

Drenthe: Steden en dorpen      Nederland: Provincies · Gemeenten